# شاگرد (فیلم ۱۹۶۷)
شاگرد (به هندی: Shagird) یا مرید (به انگلیسی: Disciple) فیلمی هندی محصول سال ۱۹۶۷ و به کارگردانی راتنا سینها است. در این فیلم بازیگرانی همچون جوی موکرجی، سایرا بانو، آی.اس. جوهر، نظیر حسین، آچالا ساچدف و ای. کی. هانگال ایفای نقش کرده‌اند.